# مونتيثون
بلدية مونتيثون (بالإسبانية: Montizón) هي بلدية تقع في مقاطعة خاين التابعة لمنطقة أندلوسيا جنوب إسبانيا.

## الديموغرافيا
بلغ عدد سكان بلدية مونتيثون 1.897 نسمة عام 2011 (وفقاً للمعهد الوطني للإحصاء الإسباني).
| 2.015 | 2.017 | 1.984 | 1.989 | 1.932 | 1.904 | 1.897 |